# Нієлла-Танаро
Нієлла-Танаро (італ. Niella Tanaro, п'єм. La Niela Tane) — муніципалітет в Італії, у регіоні П'ємонт,  провінція Кунео.
Нієлла-Танаро розташована на відстані близько 470 км на північний захід від Рима, 75 км на південь від Турина, 30 км на схід від Кунео.
Населення — 1083 особи (2014).
Щорічний фестиваль відбувається 26 липня. Покровитель — Sant'Anna.

## Демографія
Населення за роками:

Станом на 1 січня 2023 року в муніципалітеті офіційно проживало 89 іноземців з 14 країн, серед них 40 громадян країн Євросоюзу.

## Сусідні муніципалітети
- Бріалья
- Кастелліно-Танаро
- Чильє
- Лезеньо
- Мондові
- Рокка-Чильє
- Сан-Мікеле-Мондові
- Вікофорте